# Emilio Chuayffet

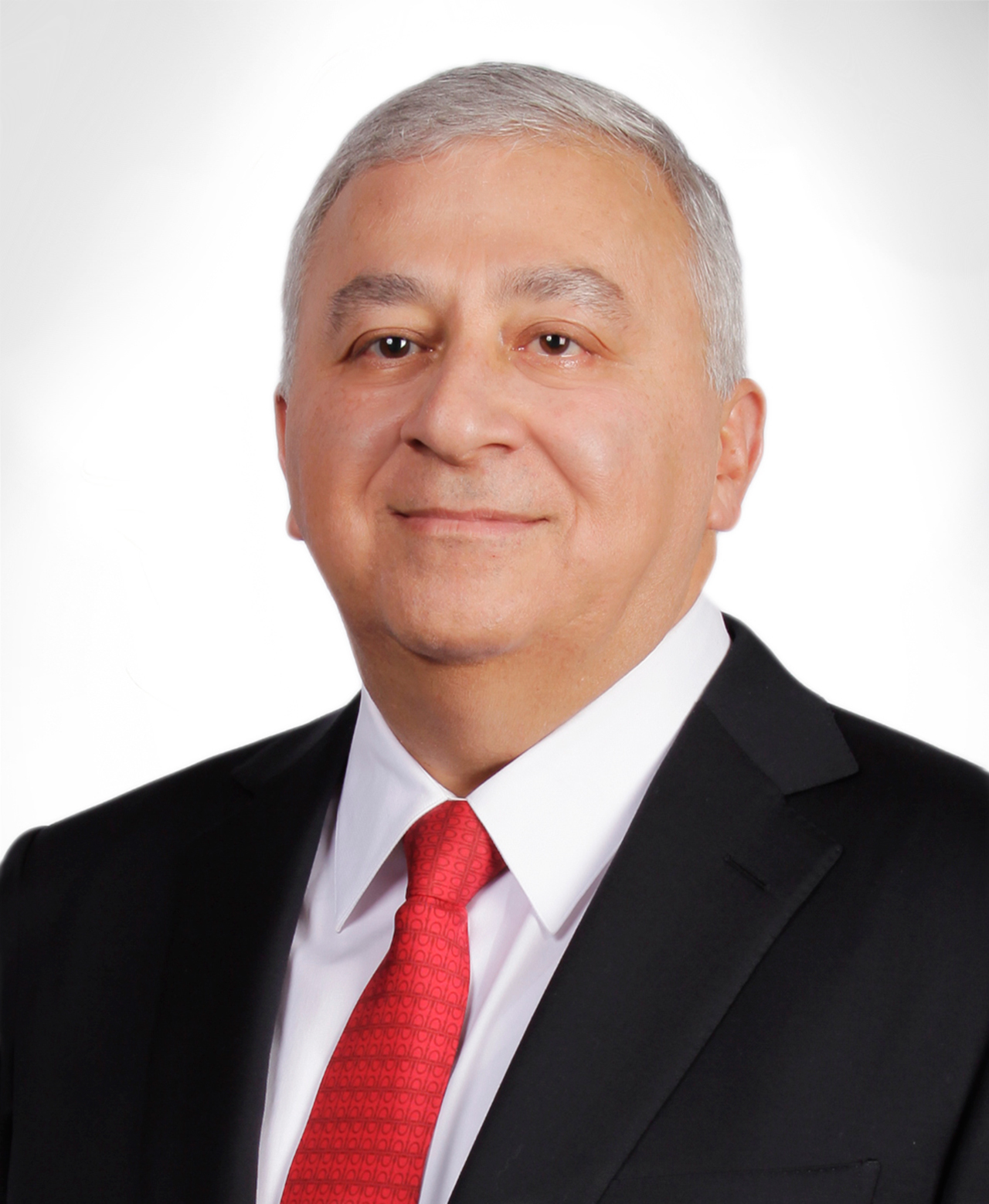
Emilio Chuayffet

Emilio Chuayffet Chemor (Mexico-Stad, 3 oktober 1951) is een Mexicaans politicus van de Institutioneel Revolutionaire Partij (PRI).
Chuayffet studeerde rechten aan de Nationale Autonome Universiteit van Mexico (UNAM). Hij begon zijn politieke carrière in de lokale politiek van Mexico-Stad en in 1982 werd hij burgemeester van Toluca. In 1993 werd hij gekozen tot gouverneur van de deelstaat Mexico. Twee jaar later trad hij af om minister van binnenlandse zaken te worden in de regering van president Ernesto Zedillo.
Zijn periode als minister was omstreden binnen de PRI aangezien de partij onder zijn ministerschap voor het eerst in haar geschiedenis de absolute meerderheid in het Congres van de Unie verloor en buiten de PRI vanwege de bloedbaden van Aguas Blancas en Acteal van 1996 en 1997. Naar aanleiding van het bloedbad van Acteal trad hij in januari 1998 af. Hij kondigde aan zich terug te trekken uit de politiek, maar desalniettemin had hij van 2003 tot 2006 zitting in de Kamer van Afgevaardigden en opnieuw sinds 2009.